# رولت (تگزاس)
رولت، تگزاس(به انگلیسی: Rowlett, Texas) شهری در ایالت تگزاس از ایالات جنوبی ایالات متحده آمریکا است.